# Gymnasium Albertinum Coburg

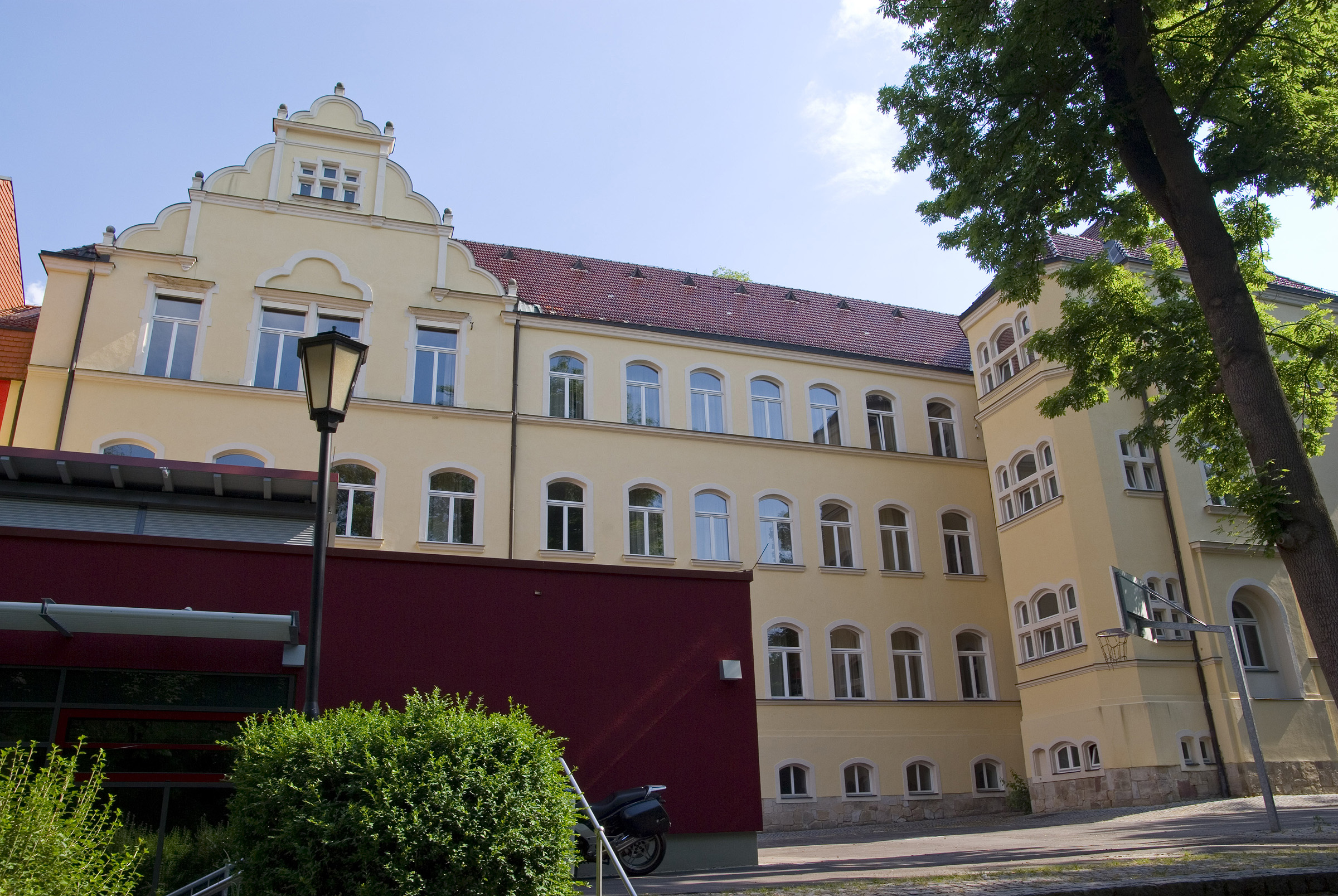
Rückansicht mit Anbau (links)

Das Gymnasium Albertinum Coburg ist ein Gymnasium in Coburg. Die heute angebotenen Zweige sind musisches (MuG) und sprachliches Gymnasium (SG). Im Jahr 2006 feierte die Schule mit vielen Veranstaltungen ihr 200-jähriges Bestehen.

## Geschichte
Die 1804 vom Educationsrat Ehregott Wilhelm Gottlieb Bagge gegründete private „privilegierte Volksschule“ erhielt von Herzog Franz Friedrich Anton von Sachsen-Coburg-Saalfeld am 11. November 1806 die Erlaubnis, eine „Bildungsanstalt für Schullehrer“ in Form eines Seminars anzugliedern. Dieses Datum gilt als das Gründungsdatum des Albertinums. Bereits 1807 hob die französische Intendantur das Seminar auf. Noch im gleichen Jahr erreichte Bagge die Rücknahme der Aufhebung.
Zur Erinnerung an die Konfirmation der Prinzen Ernst (dem späteren Herzog Ernst II.) und Albert (dem späteren Prinzgemahl der Königin Victoria von Großbritannien) verlieh die Regierung von Sachsen-Coburg 1835 dem Institut den Namen „Ernst-Albert-Seminar“. 1876 entstand nach Plänen des Coburger Hofbaumeisters Carl Friedrich Wilhelm Streib auf dem Glockenberg in direkter Nachbarschaft zum Ernestinum ein eigenes Schulgebäude, das 1967 für den Bau einer Turnhalle des Ernestinums abgebrochen wurde.
Im Jahr 1920 wurde das Ausbildungsseminar eine Bayerische Lehrerbildungsanstalt und die Lehrerausbildung wurde in den 1930er Jahren nach Bayreuth in die Hochschule für Lehrerbildung verlegt. 1935 kam es in Coburg zur Gründung einer sechsjährigen Deutschen Aufbauschule für Knaben und Mädchen. Diese bestand organisatorisch aus der umgewandelten Seminarschule sowie dem Mädchenlyzeum Alexandrinenschule. Schulleiter der Aufbauschule wurde nach einer Beförderung zum Oberstudiendirektor Franz Heimberger (1892–1945). Heimberger war 1929 der NSDAP beigetreten. In der Folge wurde er unter anderem Kreisschulungsredner.
Nach dem Zweiten Weltkrieg folgte 1947 die Wiedereröffnung der Aufbauschule. 1954 wurde die Schule ein musisches Gymnasium und in „Deutsches Gymnasium“ umbenannt. Im Jahr darauf zog es vom Glockenberg in die Untere Anlage 1 in das Schulgebäude der Alexandrinenschule. Seit dem 26. November 1965 trägt es den Namen „Gymnasium Albertinum zu Coburg“. 1974 wurde zusätzlich zur musischen eine neusprachliche Ausbildungsrichtung eingerichtet.

## Tradition
Aus dem früheren Ernst-Albert-Lehrerseminar ging die rein männliche Schülerverbindung Ernesto-Albertina zu Coburg hervor. Diese wurde am 12. Juni 1920 durch einige Schüler mit Hilfe des damaligen stellvertretenden Amtsleiters Professor Karl Güntzel gegründet.
Die Schülerverbindung Ernesto-Albertina zu Coburg ist keine offizielle Organisation der Schule, sondern vielmehr eine eigenständige Gruppierung.

## Schulgebäude
Das Schulgebäude, eine Zweiflügelanlage aus vier Stockwerken bestehend, wurde zwischen den Jahren 1901 und 1902 nach Plänen des Leipziger Architekten Alfred Ludwig für die Alexandrinenschule errichtet und am 18. August 1902 feierlich eingeweiht. 1966 folgte der Neubau einer Turnhalle und 1981 Turnhallennebenräume sowie ein Fachklassentrakt. Zwischen 2006 und 2007 wurde die Schule um einen weiteren Anbau erweitert. Dieser beinhaltet einen Multifunktionsraum, der insbesondere als Mensa und Probenraum für die Theatergruppe dienen soll.

## Orgel
Am 25. Juli 2006 wurde die neue Orgel mit einem Konzert eingeweiht: Erschaffen hat die Orgel das Unternehmen Vogtländischer Orgelbau Thomas Wolf.
Die Orgel mit drei Manualen, Pedal und 16 (21) Registern hat folgende Disposition:
| I Manual C–g3 |            |    |                            |
| 1.            | Principal  | 8′ | 75 % Zinn                  |
| 2.            | Bordun     | 8′ | Eiche/Fichte               |
| 3.            | Octave     | 4′ | 75 % Zinn                  |
| 4.            | Flöte      | 4′ | Fichte/Birnbaum            |
|               | Octave     | 2′ | 75 % Zinn (Vorabzug Nr. 5) |
| 5.            | Mixtur III | 2′ | 75 % Zinn                  |

| II Manual C–g3 |                |        |                               |
| 6.             | Hohlflöte      | 8′     | Fichte/Birnbaum, Diskant Zinn |
| 7.             | Viola di Gamba | 8′     | 75 % Zinn                     |
| 8.             | Rohrflöte      | 4′     | 35 % Zinn                     |
| 9.             | Nasat          | 2 ⁄3′  | 35 % Zinn                     |
| 10.            | Waldflöte      | 2′     | 50 % Zinn                     |
|                | Terz           | 1 3⁄5′ | 75 % Zinn (aus Nr. 10)        |

| III Schwellwerk C–g3 |                |    |                                                             |
| 11.                  | Liebl. Gedackt | 8′ | Eiche/Fichte                                                |
| 12.                  | Salicional     | 8′ | 75 % Zinn (Schwebung zu 11.)                                |
| 13.                  | Gemshorn       | 4′ | 50 % Zinn                                                   |
| 14.                  | Krummhorn      | 8′ | Kehlen Messing/Becher Kupfer, weite Mensur, deutsche Bauart |
|                      | Tremulant      |    |                                                             |

| Pedal C–f1 |              |     |             |
| 15.        | Subbass      | 16′ |             |
|            | Principalbaß | 8′  | (aus Nr. 1) |
|            | Gedacktbaß   | 8′  | (aus Nr. 2) |
|            | Cello        | 8′  | (aus Nr. 7) |
|            | Octavbaß     | 4′  | (aus Nr. 3) |

- Koppeln: II/I, III/I, III/II, I/P, II/P, III/P
- Spielhilfen: Jalousieschweller für III, Subbaß 16′ steht mit im Schwellkasten, mechanische Transmissionen

## Bekannte Schüler des Gymnasiums
- Wilhelm Tochtermann (1912–1974), Arzt und Lyriker
- Volker Stahlmann (* 1944), Ökonom und Hochschullehrer
- Michael C. Busch (* 1957), Politiker
- Uwe Brückner (* 1960), Fernsehjournalist und Filmemacher
- Alexandra von der Weth (* 1968), Opernsängerin
- Sebastian Straubel (* 1983), Politiker
- Sabrina Lang (* 1987), Radiomoderatorin und Journalistin